# Boscoreale
Boscoreale ([boskoreˈaːle]) é uma comuna italiana da região da Campania, província de Nápoles, com cerca de 27381 habitantes. Estende-se por uma área de 11.28 km², tendo uma densidade populacional de 2444.70 hab/km². Faz fronteira com Boscotrecase, Poggiomarino, Pompeia, Scafati (SA), Terzigno, Torre Annunziata.

## Demografia
| Variação demográfica do município entre 1861 e 2011                               |
|                                                                                   |
| Fonte: Istituto Nazionale di Statistica (ISTAT) - Elaboração gráfica da Wikipedia |